# Chraponianka
Chraponianka (Chroponianka) – rzeka, lewy dopływ Skrwy o długości 19,27 km i powierzchni zlewni 111,84 km². 
Swój początek bierze niepodal wsi Siemcichy, wypływając ze strugi Swojęcianki. W zlewni występuje zawikłana i gęsta sieć strug i rowów, a jej znaczne obszary pokrywają torfy i piaski wydmowe.